# Synyster Gates

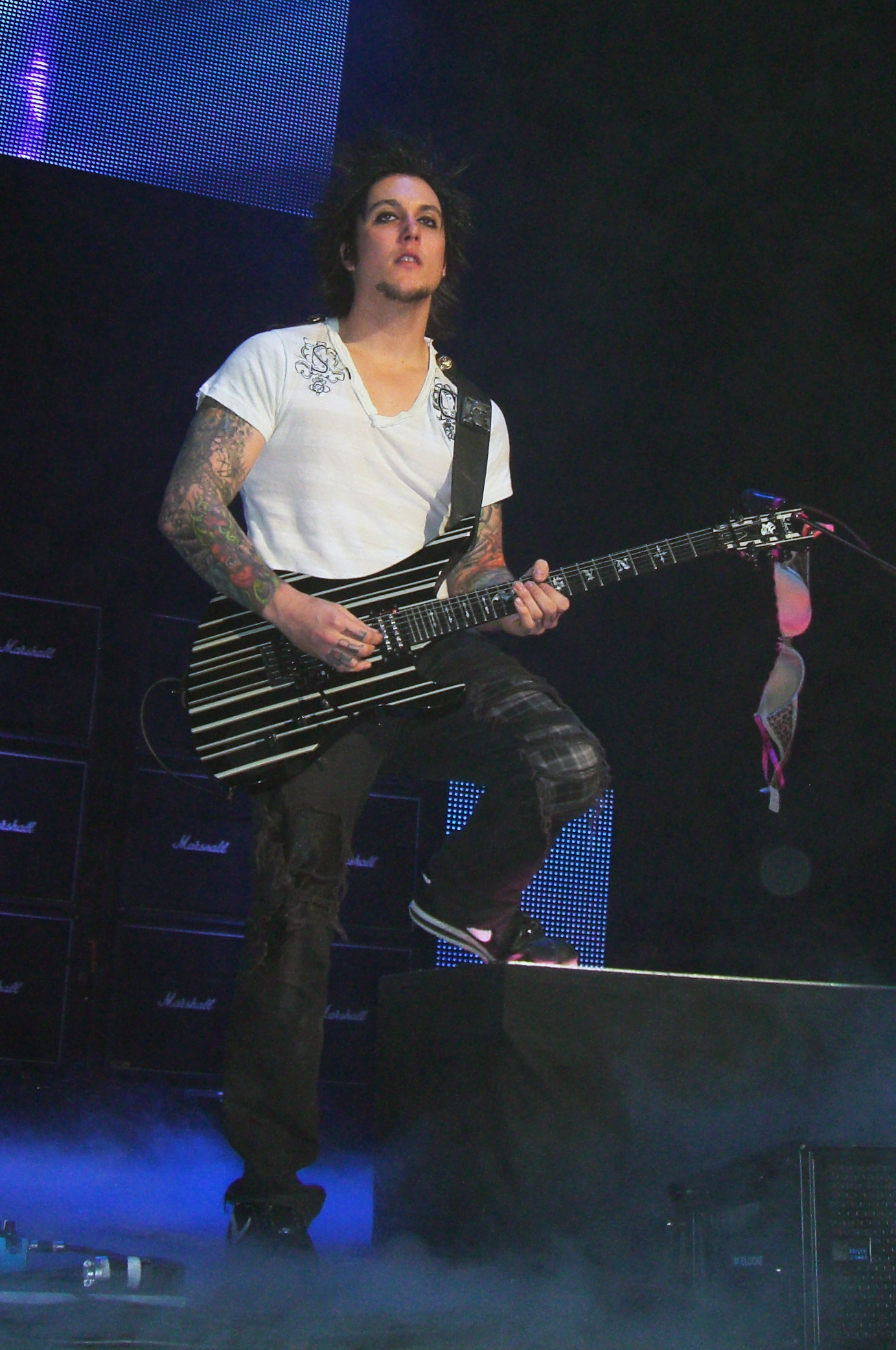
Synyster Gates

Synyster Gates, echte naam Brian Elwin Haner (Huntington Beach, Californië, 7 juli 1981) is de leadgitarist van de band Avenged Sevenfold.
Synyster Gates kwam in 2001 bij Avenged Sevenfold, nadat de band haar eerste album, Sounding the Seventh Trumpet, had uitgebracht. Pas op een nieuwere versie van dit album die erna werd uitgebracht, maakte Synyster zijn studiodebuut in de band, waar hij de gitaarpartij speelde in het nummer To End The Rapture.

## Biografie
Synyster Gates is een zoon van Jan Gera en Brian Haner senior. Op 7-jarige leeftijd scheidden zijn ouders en bleef Synyster bij zijn vader wonen. Beide ouders hertrouwden op latere leeftijd. Synyster heeft een jongere zus, McKenna, en twee oudere broers, Brent en Johnny. Synyster bedacht zijn naam toen hij op een dag dronken was in Central Park, New York, met drummer The Rev.
Op 7 mei 2010 trouwde hij met Michelle DiBenedetto, met wie hij al ongeveer 5 jaar een relatie had. Michelle is de tweelingzus van Valary Sanders (DiBenedetto), de vrouw van M. Shadows. Ze trouwden in Mexico; de bruiloft was alleen toegankelijk voor goede vrienden en familie.

## Trivia
- Zijn vader is stand-upcomedian en gitarist Brian Haner sr.
- Samen met zanger M. Shadows is Synyster in het nummer The River van de band Good Charlotte te horen.
- Synysters vader speelt de akoestische gitaar in het nummer Sidewinder van het album City of Evil.
- Op het album Nightmare staat het nummer So Far Away. Dit lied is door Synyster geschreven voor zijn overleden bandvriend en beste vriend The Rev. Oorspronkelijk was het lied bedoeld voor zijn grootvader, die al eerder was overleden, maar na het plotselinge overlijden van The Rev voltooide hij het voor zijn beste vriend.
- Het model gitaar dat hij speelt is naar hem vernoemd, de Schecter Synyster standard en Schecter Synyster Custom[1]

- International Standard Name Identifier: 0000 0003 8717 7097
- MusicBrainz: 1a514796-a056-4b62-b54e-363f6fa39ce5
- Nederlandse Thesaurus van Auteursnamen: 343085364
- Virtual International Authority File: 280068228
- WorldCat: E39PBJj4rVgjQmq6V6fWGPfrMP